# Монталдо (Савона)
Монталдо је насеље у Италији у округу Савона, региону Лигурија.
Према процени из 2011. у насељу је живело 83 становника. Насеље се налази на надморској висини од 463 м.